# Gierczany
Gierczany (biał. Герчаны; ros. Герчаны) – wieś na Białorusi, w obwodzie witebskim, w rejonie brasławskim, w sielsowiecie Mieżany.

## Historia
W czasach zaborów wieś w granicach Imperium Rosyjskiego.
W dwudziestoleciu międzywojennym wieś leżała w Polsce, w województwie nowogródzkim (od 1926 w województwie wileńskim), w powiecie brasławskim, w gminie Dryświaty.
Według Powszechnego Spisu Ludności z 1921 roku wieś zamieszkiwało 211 osób, 206 było wyznania rzymskokatolickiego, 5 prawosławnego. Jednocześnie wszyscy mieszkańcy zadeklarowali polską przynależność narodową. Było tu 35 budynków mieszkalnych. W 1931 zamieszkiwały tu 192 osoby w 44 budynkach.
Miejscowość należała do parafii rzymskokatolickiej w Mieżanach i prawosławnej w Dryświatach. Podlegała pod Sąd Grodzki w m. Turmont i Okręgowy w Wilnie; właściwy urząd pocztowy mieścił się w Mieżanach.